# Seabord (Caroline du Nord)
Seaboard est une ville américaine située dans le comté de Northampton dans l'État de Caroline du Nord. En 2010, sa population était de 632 habitants.

## Démographie
| 1880 | 1890 | 1900 | 1910 | 1930 | 1940 |
| ---- | ---- | ---- | ---- | ---- | ---- |
| 167  | 201  | 287  | 280  | 534  | 562  |

| 1950 | 1960 | 1970 | 1980 | 1990 | 2000 |
| ---- | ---- | ---- | ---- | ---- | ---- |
| 745  | 624  | 611  | 687  | 791  | 695  |

| 2010 | - | - | - | - | - |
| ---- | - | - | - | - | - |
| 632  | - | - | - | - | - |

## Traduction
- (en) Cet article est partiellement ou en totalité issu de l’article de Wikipédia en anglais intitulé « Seaboard, North Carolina » (voir la liste des auteurs).